# Olivia Arévalo
Olivia Arévalo Lomas (Ucayali, Perú, febrero de 1937 - Comunidad Victoria Gracia, Coronel Portillo, Ucayali, Perú, 19 de abril de 2018), conocida como "La Última Meraya" en su comunidad, fue una lideresa, artesana, activista, chamanashipibo-konibo peruana. 

## Biografía

### Vida y trabajo de la última Meraya
Olivia Arévalo Lomas fue una lideresa del pueblo Shipibo-Konibo y una defensora de los derechos culturales y ambientales de su pueblo. Según la resolución ministerial º 068-2016-VMPCIC-MC del Ministerio de Cultura del Perú (en el que se declaran a los cantos Íkaros del pueblo Shipibo-Konibo-Xetebo como Patrimonio Cultural de la Nación)  existen dos categorías de chamanes o curanderos en la tradición Shipiba-Koniba: menayas (maestros curanderos) y onayas (curanderos de menor rango). Sus curaciones estaban basadas en medicina alternativa-natural, siendo los íkaros y plantas medicinales sus principales herramientas. Después de muchos años de trabajo y acumulación de conocimiento, Arévalo fue considerada una menaya (o meraya); es decir, una mujer con el más alto rango y maestría dentro de su comunidad, capaz de ingresar a los mundos de la cosmovisión Shipibo-Konibo, realizar curaciones complejas como la cura de adicciones o de graves enfermedades.
Trabajó desde 2009 hasta 2011 en el Templo del camino de la Luz  (centro de medicina tradicional en la selva en la amazonía del Perú que ofrece la ceremonia de Ayahuasca). Este lugar, con el trabajo de Arévalo y de otras mujeres curanderas, resurgió con su propósito y se transformó en un templo con sanadoras u onayas, casi exclusivamente. Arévalo era una de las más respetadas onayas ahí. Según la congresista Tania Pariona, Olivia Arévalo Lomas era "un hospital, un repertorio de cantos, una institución histórica". Matthew Watherston, el fundador del Templo de la Luz, describe a Arévalo como una mujer sumamente dulce, gentil, divertida y amorosa.

### Final de sus días
Según la página web del Templo del camino de la Luz, dejó de trabajar ahí porque su edad le dificultaba el poder llegar desde su hogar hasta el templo dentro de la selva. Posteriormente trabajó en la comunidad intercultural de Victoria Gracia, dedicándose a la artesanía y a la medicina tradicional hasta sus últimos días. 
El 19 de abril de 2018, Olivia Arévalo Lomas fue asesinada.Según testigos, dos hombres que iban en moto le dispararon varias veces hasta llevarla a la muerte. Esto sucedió cerca de su residencia en Victoria Gracia. El jefe de fiscales confirmó el 23 de abril que el asesino habría sido Sebastian Paul Woodroffe.Se cree que el motivo del crimen habría sido una deuda que tenía el hijo de Olivia. Las pruebas hechas sobre las prendas del hombre habrían confirmado el uso de pólvora, es decir, sería quien disparó el arma. El asesino fue linchado por la población, quien sintió gravemente la muerte de Arévalo.

## En la cultura popular
Olivia Arévalo Lomas se hizo conocida fuera de Perú tras aparecer en el 2004 en un documental llamado D'autres mondes de Jan Kounen y en The story of Panshin Beka (2006) del mismo director.